# 7800° Fahrenheit
Albums de Bon Jovi
Bon Jovi
(1984) Slippery When Wet
(1986)
Singles
1. Only Lonely
Sortie : Avril 1985
2. In and Out of Love
Sortie : Juillet 1985
3. The Hardest Part Is the Night
Sortie : 21 août 1985
4. Silent Night
Sortie : 22 octobre 1985

7800° Fahrenheit est le 2e album studio du groupe Bon Jovi, sorti en 1985.

## Genèse
- Jon Bon Jovi et Richie Sambora se sont accordé quatre jours de repos après la fin de la première tournée du groupe avant de commencer à composer pour le deuxième album. L'écriture n'aurait pris que trois semaines. Jon Bon Jovi a composé In and Out of Love dans l'escalier de sa maison en dix minutes, et de déclarer « Tant que j'écrirai des titres de ce calibre, je n'aurai jamais aucun problème ». C'est aussi le seul album où le batteur Tico Torres est crédité à la composition pour Secret Dreams.
- Le groupe n'a guère eu le choix de travailler aussi vite car la tournée mondiale était déjà prévue avant que l'enregistrement de l'album ne commence. D'où peut-être un temps de composition un peu bâclé, qui fait de cet album le point faible de la discographie des années 1980 de Bon Jovi. Hormis quelques titres, l'ensemble est un peu faible, tout en étant très hard. Jon Bon Jovi signe à lui seul trois chansons.
- Il y a eu plusieurs singles, quatre ayant bénéficié d'un clip : In and Out of Love (dont Tico Torres a assuré la fin du tournage, le réalisateur état arrêté pour trafic de drogue), Only Lonely et Silent Night. Hardest Part is the Night a été filmé live au Japon, pays qui a également sorti comme single Price Of Love. Mais le groupe s'est toujours montré insatisfait (à juste titre) de la qualité de ses clips, qui sont pourtant compilés dans une vidéo : Breakout.
- En 2004, le seul inédit de ces sessions est offert par le groupe dans son coffret 100 Millions Bon Jovi Fans Can't Be Wrong. Il s'agit d'une maquette d'un titre possédant le son de cette époque : We Rule The Night. Jon Bon Jovi a précisé que la présence de cette chanson dans le coffret ne signifiait pas pour autant qu'il l'aimait.
- Le Japon, très touché par le titre Tokyo Road, n'a pas hésité à l'inclure dans sa version « domestique » de la compilation Cross Road sortie en 1994.
- Bon Jovi ne joue plus de chansons de cet album depuis 1990, hormis un trop rare Tokyo Road. Jon Bon Jovi a déclaré n'être fier que de Only Lonely et Hardest Part Is The Night, cette dernière chanson reprenant à son compte des thèmes chers à Jon (le quotidien de la classe ouvrière et les souffrances des jeunes hommes faisant leur entrée dans la vie active).. Toutefois, sous la pression des fans, le groupe a rejoué certains titres pour la tournée The Circle en 2010.
- En 1998, un remaster de cet album est sorti au Japon avec un deuxième cd comprenant tous les titres live puisés de cet album ayant figuré sur une face B de single. En 2010, dix albums de Bon Jovi sortent en « tour edition » avec des bonus live. Cet album n'échappe pas à la règle mais seulement trois titres live figurant sur cette édition, dont une version de Only Lonely enregistrée durant un soundcheck.

## Liste des titres
| A1. | In and Out of Love   | Jon Bon Jovi                 | 4:25 |
| A2. | The Price of Love    | Jon Bon Jovi                 | 4:13 |
| A3. | Only Lonely          | Jon Bon Jovi, David Bryan    | 4:57 |
| A4. | King of the Mountain | Jon Bon Jovi, Richie Sambora | 3:51 |
| A5. | Silent Night         | Jon Bon Jovi                 | 4:56 |

| B1. | Tokyo Road                       | Jon Bon Jovi, Richie Sambora                              | 5:41 |
| B2. | The Hardest Part Is the Night    | Jon Bon Jovi, Richie Sambora, David Bryan                 | 4:23 |
| B3. | Always Run to You                | Jon Bon Jovi, Richie Sambora                              | 5:00 |
| B4. | (I Don't Wanna Fall) To the Fire | Jon Bon Jovi, Richie Sambora, David Bryan                 | 4:22 |
| B5. | Secret Dreams                    | Jon Bon Jovi, Richie Sambora, Tico Torres, Bill Grabowski | 4:53 |

## Composition du groupe
- Jon Bon Jovi - chants
- Richie Sambora - guitare
- Alec John Such - basse
- David Bryan - claviers
- Tico Torres - batterie

## Charts
| Pays             | Chart              | Meilleure position | Réf   |
| ---------------- | ------------------ | ------------------ | ----- |
| États-Unis       | Billboard 200      | 37                 | [ 2 ] |
| Royaume-Uni      | UK Albums Chart    | 28                 | [ 3 ] |
| Suisse           | Swiss Music Charts | 11                 | [ 4 ] |
| Suède            | Sverigetopplistan  | 10                 | [ 5 ] |
| Nouvelle-Zélande | Rianz              | 48                 | [ 6 ] |